# موكسيسيليت
موكسيسيليت (بالإنجليزية: Moxisylyte)‏ أو ثيموكسامين (بالإنجليزية: thymoxamine)‏، هو دواء يستخدم في المسالك البولية لعلاج ضعف الانتصاب. وهو مضاد مستقبلات ألفا-1 الأدرينالية. ويستخدم في العلاج قصير الأمد لمتلازمة رينو الأولية. هذه حالة يتغير فيها لون أصابع اليدين والقدمين وتنجم عن الاستجابات للبرد. تساعد أقراص موكسيسيليت على تحسين الدورة الدموية للأطراف.